# Waterhen River (vattendrag i Kanada, Saskatchewan)
Waterhen River är ett vattendrag i Kanada.   Det ligger i provinsen Saskatchewan, i den centrala delen av landet, 2 500 km väster om huvudstaden Ottawa. Waterhen River ligger vid sjön Doré Lake.
I omgivningarna runt Waterhen River växer i huvudsak blandskog. Trakten runt Waterhen River är nära nog obefolkad, med mindre än två invånare per kvadratkilometer.